# Fabrizio Palermo
Fabrizio Palermo (Milano, 25 marzo 1965) è un bassista e polistrumentista italiano.

## Biografia

### Gli inizi
Nato a Milano il 25 marzo 1965. Già da bambino inizia a manifestare una passione irrefrenabile per la musica, e per lo spettacolo in genere, cominciando a strimpellare qualsiasi oggetto producesse un suono.
Compositore fin da tenera età, fonda il suo primo gruppo a 14 anni.
Con gli Sharks vince il concorso Viva i giovani che li porta a suonare al Budokan di Tokyo ('87). Partecipano al Festival di Sanremo 1989 nella sezione Nuovi con il brano Tentazioni, supervisionato da Enrico Ruggeri e Vasco Rossi, il quale ne firma il testo.

### Anni '90
Alla fine del 1990 diventa bassista-cantante di ruolo nella band di Enrico Ruggeri. Collaboratore fisso anche in studio, esegue tre album del cantautore milanese: Il falco e il gabbiano, Peter Pan (album Enrico Ruggeri), La giostra della memoria (album Enrico Ruggeri), nonché i due CD di Luigi Schiavone, La spina nel fianco e Animale.
Nel 1994 entra a far parte dei Clan Destino, incidendo l'album Cuore-Stomaco-Cervello, esibendosi in diverse date in Italia e accompagnando anche Ligabue nelle sue apparizioni live per circa un anno.
Nel ‘95 nascono i Sinergia, rock band creata da Pino Scotto, con la quale registra il cd Progetto sinergia e suona nel relativo tour promozionale italiano. È compositore del brano Predatori della notte, contenuto nell'album.
Dal 1996 al '99 ha collaborato in qualità di dimostratore con la Generalmusic.
Non tralascia la sua dote di compositore che lo porta a scrivere per Enrico Ruggeri il brano Il prestigiatore, incluso nell'album dell'artista milanese dal titolo Domani è un altro giorno (Enrico Ruggeri) ('97).

### Dal 2000
Nel 2001 è nel tour italiano ed europeo di Marco Masini, come chitarrista-tastierista.
All'inizio del 2002 viene chiamato da Marco Falagiani come collaboratore sia live che in studio, per Anna Oxa. Infatti ad aprile è partito il tour di 35 concerti della cantante, che si è concluso ad ottobre, in cui Fabrizio ha suonato principalmente il basso, ma anche chitarre e tastiere, e naturalmente cantato.
Nel gennaio 2003 ha registrato il brano Di questo amore,contenuto nel nuovo album di Anna Oxa, dal titolo Ho un sogno (album), e a maggio è partito con Ho un sogno tour 2003, 45 date tra teatri e all'aperto, che si è concluso ad ottobre con il concerto ad Atlantic City, nell'Arena del Taj Mahal Casinò.
Nel 2004 inizia anche la collaborazione con Simone Tomassini, cantautore dall'anima rock, che si è fatto notare al Festival di Sanremo di quell'anno, prodotto da Enrico Rovelli con la supervisione di Vasco Rossi, il quale lo ha voluto come apertura dei suoi 12 concerti negli stadi italiani dal 5 giugno al 9 luglio.
A maggio 2004 è ripartito con il nuovo In viaggio tour di Anna Oxa, circa 30 date in Italia più un concerto al Casinò Rama di Toronto.
Da marzo 2005 è ricominciata la collaborazione con Marco Masini, in qualità di chitarrista-cantante, nel Giardino delle api tour 2005, sia in Italia che all'estero, mentre in veste di bassista-cantante nel Giardino delle api tour 2006, e registra alcuni brani della riedizione del suo primo cd Ci vorrebbe il mare, uscito a ottobre 2006.
Parallelamente ai vari tour, dal 2000 al 2004, ha avuto una sua band, la MerQury Band, con la quale ha proposto in giro per l'Italia e non solo, uno spettacolo - tributo a uno dei più grandi gruppi rock diventati ormai leggenda: i Queen
Nel novembre 2005, Jonny Malavasi della Jam for Live, ha l'esigenza di avere nella sua rinomata agenzia, un tributo ai Queen spettacolare di grande livello, e si rivolge a Fabrizio per affidargli la produzione artistica di questo nuovo progetto. La sua passione per la "regina" non si era per niente assopita, anzi.....e, quindi, accetta con entusiasmo questa interessante proposta.
Nascono così i Queemania, dove Fabrizio è bassista/cantante, programmatore e direttore artistico.
Grazie anche alle capacità artistiche degli elementi che ne fanno parte, propongono uno spettacolo coinvolgente e studiato nei minimi dettagli, con videoproiezioni e diversi cambi di costume del front-man. Uno show che li porta in tour, con una media di oltre 100 concerti all'anno, sia in Italia che all'estero (Inghilterra, Paesi Bassi, Spagna, Austria, Ungheria, e Svizzera), in club, festival e teatri, riscuotendo ovunque un enorme successo e partecipazione da parte del pubblico.
Con l'inizio del 2007, dopo aver suonato con lui per 5 anni (dal 1990 al 1994) è ricominciata la collaborazione con Enrico Ruggeri, sia live che in studio, in veste di bassista-tastierista- cantante, in un tour che, a partire da aprile, girera' l'Italia fino a fine estate. Nei mesi appena successivi alla fine del tour, registra il cd natalizio di Enrico Ruggeri, dal titolo Il regalo di Natale, e nel mese di dicembre parte la promozione televisiva e radiofonica.
Contemporaneamente, sempre a dicembre, è nel Unplugged European Tour di Marco Masini, suonando basso e chitarre, insieme a Massimiliano Agati, percussioni e chitarra. Un tour acustico nei club in Svizzera, Germania e Belgio. Da febbraio ad aprile 2008 è nel recital teatrale di Marco Masini Il brutto anatroccolo.
A maggio 2008 esce Rock Show, il nuovo cd di Enrico Ruggeri, nel quale Fabrizio, oltre ad aver suonato e cantato, compare, ancora una volta, in veste di autore, con il brano Attimi. Contemporaneamente è partito il tour 2008 che durera' tutta l'estate.
A gennaio 2009 esce All in - L'ultima follia di Enrico Ruggeri, nuovo triplo cd, nel quale Attimi viene duettata con la cantante canadese Ima (cantante), e ad aprile è partito il relativo tour.
A febbraio 2010 esce La ruota (Enrico Ruggeri), dove Fabrizio appare, oltre che come bassista/cantante, ancora in veste di coautore, scrivendo insieme ad Enrico il brano Padri e figli. A seguire relativo tour teatrale ed estivo.
È stato vocal coach dei gruppi vocali, al fianco di Enrico Ruggeri, nella 4ª edizione di X Factor, ed è coautore dell'inedito dei Kymera "Atlantide".
A giugno 2011 parte il tour estivo Che giorno sarà, e a maggio 2012 il Multimedia tour, sempre al fianco di Enrico Ruggeri.
Dall'anno accademico 2012/2013 è stato docente di song writing ed ear training presso il Music Academy, l'accademia di musica del Centro di Formazione M.A.S (Music, Arts & Show) di Milano, uno dei più importanti centri di formazione per lo spettacolo d'Europa, nonché co-direttore artistico, insieme ad Enrico Ruggeri (2012/2013 - 2013/2014), a Daniele Luppino (2014/2015) e a Fabio Serri (2015/2016).
A maggio 2013 esce Frankenstein (album), il nuovo concept album di Enrico Ruggeri, a seguire relativa promozione tv, tour nei club e all'aperto. Sempre nel periodo estivo debutta lo spettacolo Sarebbe bello...con Ale e Franz, un connubio tra musica e parole, fatto di interazioni incredibili tra Ruggeri con la sua band e lo straordinario duo.
A giugno 2013 viene chiamato per suonare di nuovo con Ligabue e i Clan Destino al 15º Raduno del suo fans club, tenutosi alla Fiera di Bologna, dove hanno suonato l'intero album Sopravvissuti e sopravviventi, in occasione del ventennale dall'uscita, un importante evento che ha riunito oltre 12.000 persone.
Da gennaio a marzo 2014 è in tour in Germania con lo spettacolo Forever Queen, con i Queenmania per 35 concerti.
Da marzo 2014 di nuovo in tour, prima nei teatri e poi all'aperto, con Enrico Ruggeri per promuovere il disco Frankenstein 2.0, la versione elettronica del precedente concept, e ancora, durante l'estate, date con Ale e Franz.
Da gennaio 2015 riparte nuovamente il tour in Germania dei Queenmania Forever Queen, con ben 40 concerti fino ad aprile.
Ad aprile parte il Pezzi di vita tour sempre con E. Ruggeri, prima nei teatri e poi all'aperto, per promuovere l'omonimo doppio album registrato nei mesi precedenti, che durerà fino a fine estate.
Contemporaneamente Fabrizio è anche in tour con Ale e Franz con lo spettacolo Gaber, Jannacci, Milano, Noi, che ha debuttato al Piccolo Teatro di Milano, a cui hanno fatto seguito 12 date.
Tra novembre 2015 e febbraio 2016 ancora 35 date in Germania con i Queenmania con lo spettacolo Forever Queen.
Da aprile 2016 parte, prima nei teatri e poi all'aperto, Un viaggio incredibile tour sempre con E. Ruggeri, a seguito dell'uscita dell'omonimo doppio cd.
Del 2017 è di nuovo in tour con Ale e Franz  nel loro nuovo spettacolo dal titolo "Nel nostro piccolo", con ben 150 repliche in due anni nei maggiori teatri italiani.
Nella primavera 2019, con i Queenmania, inizia il tour teatrale dello spettacolo "Queenmania Rhapsody", che li vedrà esibirsi in diversi teatri italiani ed esteri.
Dopo lo stop forzato di tutte le attività live, a causa della pandemia Covid 19, nella primavera 2021 è bassista/direttore musicale nella trasmissione di Ale e Franz "Fuori tema", 8 puntate su RAI due. Da novembre 2021 fino a fine marzo 2022 di nuovo in tour con i due attori milanesi, nello loro nuovo spettacolo "Comincium".

## Album
Enrico Ruggeri
1990 - Il falco e il gabbiano
1991 - Peter Pan
1993 - La giostra della memoria
2008 - Rock Show
2009 - All in - L'ultima follia di Enrico Ruggeri
2010 - La ruota
2013 - Frankenstein
2014 - Frankenstein 2.0
2015 - Pezzi di vita
Luigi Schiavone
1991 - La spina nel fianco
1993 - Animale
Ufo Piemontesi
1993 - Orrendi

Sinergia e Pino Scotto
1994 - Progetto Sinergia

Clandestino
1995 - Cuore, stomaco e cervello

Anna Oxa
2003 - Ho un sogno

Marco Masini
2006 - Ci vorrebbe il mare
Kymera
2010 - Atlantide